# Ulica Grabowska w Warszawie
Ulica Grabowska – ulica w dzielnicy Wola w Warszawie. Łączy ul. Marcina Kasprzaka z ul. Wolską.

## Opis
Nazwę ulicy nadano w 1919 roku. Nawiązuje ona do wcześniejszej nazwy ul. Grabowskich, pochodzącej prawdopodobnie od nazwiska właścicieli lokalnych nieruchomości, rodziny Grabowskich.
U wylotu ulicy, po jej lewej stronie, przy budynku Wolska 113 znajduje się brzozowy krzyż upamiętniający dawnego właściciela lokalnych terenów i działacza społecznego Ignacego Grabowskiego zamordowanego wraz z 11-osobową rodziną w tym miejscu, w swoim domu podczas powstania warszawskiego.
Od 2020, w związku z rozszerzeniem strefy płatnego parkowania, jest ulicą jednokierunkową.